# Камерун на Светском првенству у атлетици на отвореном 2015.
Камерун је учествовао на 15. Светском првенству у атлетици на отвореном 2015. у Пекингу од 22. до 30. августа, петнаести пут, односно учествовао је на свим првенствима одржаним до данас. Репрезентацију Камеруна представљале су две такмичарке које су се такмичиле у две дисциплине.,
На овом првенству Камерун није освојио ниједну медаљу али је оборен један национални рекорд.

## Учесници
Жене:
- Joelle Mbumi Nkouindjin — Троскок
- Ориол Донгмо — Бацање кугле

## Резултати

### Жене
| Атлетичарка             | Дисциплина   | Лични рекорд | Квалификације | Квалификације | Финале                | Финале       | Детаљи                                     |
| Атлетичарка             | Дисциплина   | Лични рекорд | Резултат      | Место         | Резултат              | Место        | Детаљи                                     |
| ----------------------- | ------------ | ------------ | ------------- | ------------- | --------------------- | ------------ | ------------------------------------------ |
| Joelle Mbumi Nkouindjin | Троскок      | 14,16        | 13,06         | 12. у гр. Б   | Нису се квалификовале | 26 / 27 (28) | Архивирано на веб-сајту (4. јун 2016)      |
| Ориол Донгмо            | Бацање кугле | 16,84 НР     | 16,85 НР      | 11. у гр. А   | Нису се квалификовале | 20 / 24      | Архивирано на веб-сајту (26. октобар 2015) |